# Spudaea griseaunicolor
Spudaea griseaunicolor är en fjärilsart som beskrevs av Barend J. Lempke 1941. Spudaea griseaunicolor ingår i släktet Spudaea och familjen nattflyn. Inga underarter finns listade i Catalogue of Life.